# K-індекс
K-індекс — це показник, який характеризує геомагнітну активність і класифікує геомагнітні бурі. Описує відхилення магнітного поля Землі від норми протягом тригодинного інтервалу. Індекс, уведений Юліусом Бартельсом 1938 року, являє собою значення від 0 до 9 для кожного тригодинного інтервалу (0-3, 3-6, 6-9 і т. д.) Світового часу.
Буква K в назві індексу походить від німецького слова Kennziffer, що означає «характерна цифра».

## Розрахунок
У пункті вимірювання протягом трьох годин за допомогою магнітометра реєструються горизонтальні компоненти магнітної індукції в нТл. Для обчислення відхилення з отриманих значень вираховується середній показник спокійних днів. Найбільші додатне і від'ємне відхилення, отримані в будь-який час тригодинного проміжку, підсумовуються для визначення загального найбільшого відхилення. За таблицею перетворень визначається К-індекс. Він є квазілогарифмічним і збільшується на одиницю при збільшенні відхилення приблизно в два рази. Оскільки геомагнітна активність варіюється від місця до місця, то в різних вимірювальних пунктах таблиця перетворень може відрізнятися.
| Відхилення, нТл | <5 | 5-10 | 10-20 | 20-40 | 40-70 | 70-120 | 120-200 | 200-330 | 330-550 | > 550 |
| К-індекс        | 0  | 1    | 2     | 3     | 4     | 5      | 6       | 7       | 8       | 9     |

## Планетарний К-індекс
Існує загальний для всієї планети індекс геомагнітних бур — Kp-індекс або планетарний К-індекс. Він визначається як середньозважене від декількох вимірювальних пунктів з точністю до 1/3. Дробові показники позначають знаками -, o та +. Наприклад, 4- означає 3 і 2/3, 4о означає 4 рівно, 4+ означає 4 і 1/3.